# ایبلتن
ایبلتن آگ (انگلیسی: Ableton AG) یک شرکت نرم‌افزار موسیقی آلمانی است که نرم‌افزار ایبلتن لایو، که یک نرم‌افزار تولید و اجرای موسیقی است را تولید کرده و منتشر می‌کند. این شرکت همچنین مجموعه‌ای از سازها و ادوات مرتبط، بانک‌های سمپل و کنترلر سخت‌افزاری خود با نام ایبلتن پوش را نیز تولید و عرضه می‌کند. دفتر مرکزی ایبلتن در منطقهٔ میته در برلین، آلمان واقع شده و دفتر دوم آن نیز در پاسادینا، کالیفرنیا قرار دارد.

## تاریخچه
ایبلتن آگ در سال ۱۹۹۹ توسط Gerhard Behles , Robert Henke از Monolake و Bernd Roggendorf تأسیس شد.